# Hans im Glück (Fernsehserie)
Hans im Glück ist eine achtteilige Fernsehserie aus dem Jahr 1987. In den Hauptrollen sind Horst Kummeth, Michaela May und Udo Wachtveitl zu sehen.

## Handlung
Landshut (Niederbayern) um das Jahr 1986. Der 20-jährige Realschüler Hans Kroll und sein Freund Toni sind keine Musterschüler. Dafür interessieren sie sich vielmehr für Mopeds, Taekwondo und Flipper. Das geht, bis Hans die fünf Jahre ältere Bettina kennenlernt und sich in sie verliebt. Bettina ist die Enkeltochter des alten „Keks“, dem die Landshuter Schokoladenfabrik gehört. Es sieht aus, als würde sich Hans’ Leben wenden, doch Wilfried Peters, der Verlobte von Bettina, macht ihnen einen Strich durch die Rechnung.

## Produktion

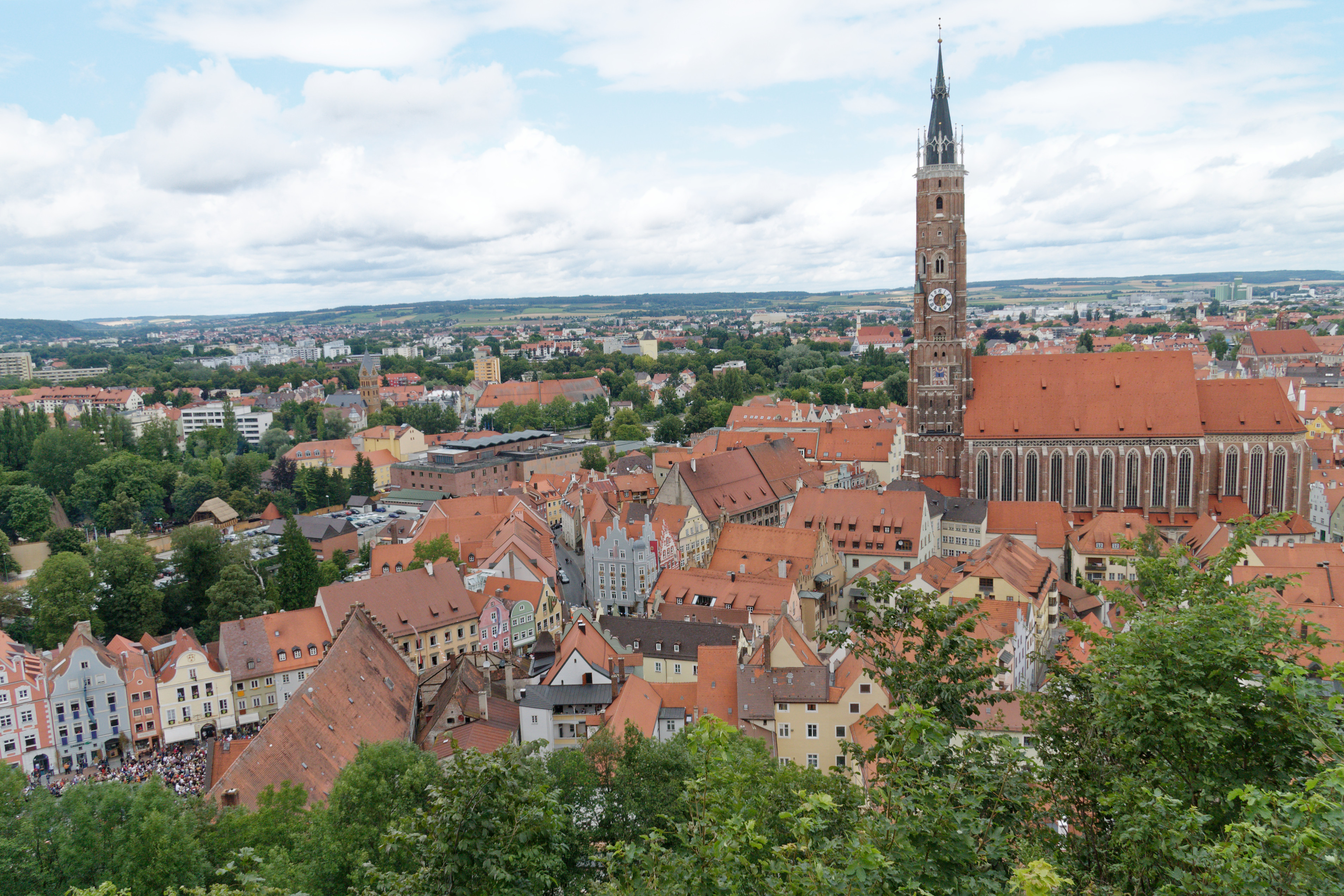
Blick von der Burg Trausnitz auf die Landshuter Altstadt und St. Martin

Wichtige Teile der Serie wurden in Landshut gedreht. Teile der dritten und vierten Folge entstanden auf Lanzarote, Teile der siebten und achten Folge spielen in München. Viele Szenen wurden in der Landshuter Altstadt gedreht, die als einer der baukulturell bedeutendsten und besterhaltenen historischen Stadtkerne Deutschlands gilt und bereits einmal als UNESCO-Welterbe nominiert war. Einige weitere Szenen entstanden auf der Burg Trausnitz oberhalb der Altstadt. Vor- und Nachspann setzen mit Luftaufnahmen Landshut und vor allem die Altstadt und die Burg Trausnitz in Szene. Manche Drehorte wurden in die Serie unverändert übernommen. So erwähnt z. B. Bettina in der sechsten Folge beim Einkauf für Hans’ Geburtstag „Feinkost Stegfellner“, der sich bis heute in der Landshuter Altstadt befindet.

## Soundtrack
Die Filmmusik schrieb Christian Bruhn. Der Soundtrack wurde 1991 von Global Satellite auf Musikkassette, Schallplatte und CD veröffentlicht. Der von Lady Lily gesungene Titel „Morning – Evening“ wird zwar als Titelmelodie im Soundtrack aufgeführt, in der Serie lief dieser aber immer im Abspann.
Folgende Stücke bilden den Soundtrack zu Hans im Glück:
1. Morning – Evening
2. Dangerous Living
3. Dynamite Man
4. Hans – Lonesome Cowboy
5. Cash Machine
6. A Heart Full Of Tenderness
7. Elvira's Theme (Good Lovin')
8. I'm A Loser
9. Taekwan-Do
10. 'Cause I Love Him So (Bonus Track)
11. Motor Biking
12. Real Songs (Bonus Track)
13. Elvira's Theme (Good Lovin' – Long Version)

## Veröffentlichung
Die Serie wurde vom 3. März bis zum 21. April 1987 zum ersten Mal im Bayerischen Rundfunk ausgestrahlt. Die Serie wurde 2008 von Eurovideo als Klassiker des Bayerischen Fernsehens auf zwei DVDs veröffentlicht.

## Trivia

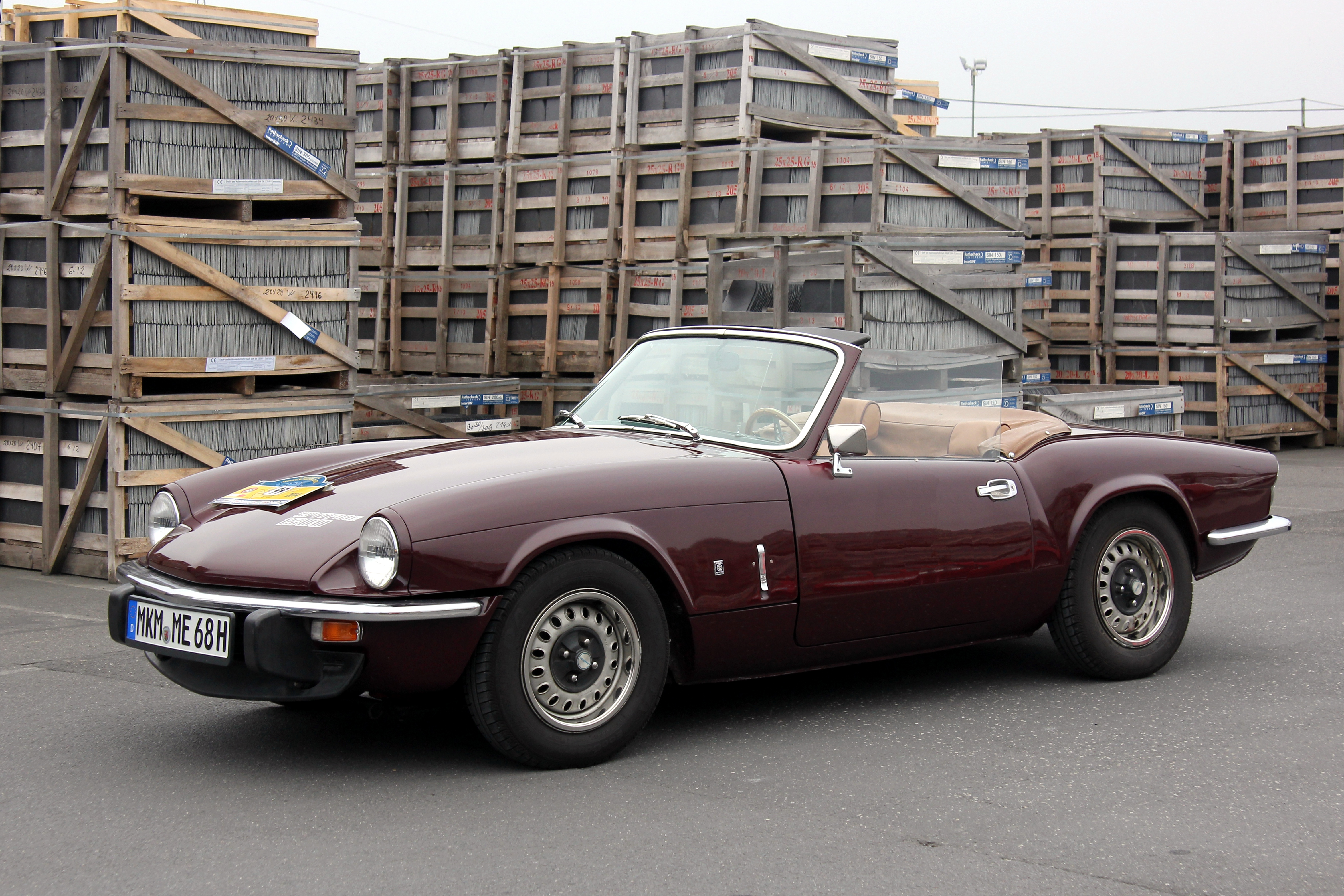
Triumph Spitfire MK IV

Einige Rollen wurden mit Laiendarstellern besetzt. Trainer Willi, Herbert und der Taekwondo-Meister Kim betreiben diesen Sport zum Teil professionell, sind aber keine Schauspieler.
Bettina fährt in der Serie einen Triumph Spitfire MK IV, Hans eine Yamaha DT 80 und Toni eine Hercules XE 9. Bettina schenkt Hans zum Geburtstag einen Volvo PV444, Hans’ Vater fährt einen Seat Malaga 1.5.